# Jeannie C. Riley
Jeannie C. Riley (født Jeanne Carolyn Stephenson, 19. oktober 1945) er en Amerikansk country musik og gospel sangerinde.
Hun er bedst kendt for sit country og pop hit "Harper Valley PTA" (skrevet af Tom T. Hall) fra 1968, som med en uge, missede at bliver nummer et på Billboard Country og Pop hitlisterne på samme tid.
I de efterfølgende år, hun havde moderat hitlistesucces med country musik, men fik aldrig igen gentaget succesen med "Harper Valley PTA". Hun blev en genfødt kristen og begyndte at indspille gospel musik i slutningen af 1970'erne.

## Tidligt liv og vej til berømmelse
Jeanne Carolyn Stephenson blev født i 1945 i Stamford, Texas. Som teenager blev hun gift med Mickey Riley og fødte en datter, Kim Michelle Riley den 11. januar 1966. Senere flyttede de til Nashville, Tennessee, efter at have modtaget et brev fra Weldon Myrick, der havde hørt en demo af Jeannie og troede, at hun kunne blive en succes.
I Nashville arbejdede Riley som sekretær for Passkey Music, mens hun optager en demo i fritiden.
Rileys karriere var stagnerende indtil den tidligere Mercury Records producent, Shelby Singleton, modtog en demo af Rileys stemme. Singleton var begyndt, og lykkes med sit eget pladeselskab, Plantation Records, på det tidspunkt. Han arbejdede med Riley på indspilning af Tom T. Halls demosang som Singleton så potentiale i, "Harper Valley PTA." Den indspilning blev hurtigt en af de bedst kendte countrymusik-sange nogensinde.

## Succes
"Harper Valley PTA" blev udgivet i 1968. Sangen blev hurtigt et hit for Riley, og den nåede nummer 1 på både Billboard Pop- og Country-hitlisterne, hvilket først blev gentaget i 1981 af Dolly Parton med sangen "9 to 5". Sangen handler om en enkekvinde ved navn Mrs. Johnson, som konfronterer en gruppe medlemmer af PTA efter hendes datter får en seddel med hjem fra skole, der kritiserer Mrs. Johnsons brug af miniskørt, at hun går ud med mænd og andre ting, som de ikke synes godt om. Klimakset i sangen kommer, da Mrs. Johnson afslører gruppens hykleri ét medlem af gangen, idet deres egen opførsel er meget værre end det, som Mrs. Johnson bliver kritiseret for.
Riley og sangen blev berømt på meget kort tid, og hun vandt Grammy for Bedste vokale Country-præstation af en kvinde og Country Music Associations pris for 'Single of the Year'. Riley blev også en af de få country-kunstnere, der er blevet nomineret i de store kategorier inden for pop-Grammy Award; "Bedste Nye Kunstner" og "Årets Album". Sangen solgte over 5,5 mio. eksemplarer og blev certificeret guld af RIAA blot fire uger efter udgivelsen. Albummet af samme navn solgte over 1 mio. eksemplarer og blev ligeledes certificeret guld.
"Harper Valley PTA" gjorde at Riley som den første kvindelige countrymusiker nogensinde i 1969 fik sin egen specialudsendelse kaldet Harper Valley U.S.A., som hun var vært på sammen med Jerry Reed, der bl.a havde optrædener af Mel Tillis og sangskriveren Tom T. Hall.
Der blev lavet både en film fra 1978 og en tv-serie i 1981-83, der begge hed Harper Valley PTA og begge havde Barbara Eden i rollen som Mrs. Johnson.

## Diskografi

### Albummer
| År   | Album                                  | Hitliste   | Hitliste | Hitliste | RIAA |
| År   | Album                                  | US Country | US       | CAN      | RIAA |
| ---- | -------------------------------------- | ---------- | -------- | -------- | ---- |
| 1968 | Sock Soul                              | —          | —        | —        | —    |
| 1968 | Harper Valley PTA                      | 1          | 12       | 5        | Guld |
| 1969 | Yearbooks and Yesterdays               | 9          | 187      | —        | —    |
| 1969 | Things Go Better with Love             | 14         | 142      | —        | —    |
| 1970 | Country Girl                           | 25         | —        | —        | —    |
| 1970 | The Generation Gap                     | 34         | —        | —        | —    |
| 1971 | The Girl Most Likely                   | —          | —        | —        | —    |
| 1971 | Greatest Hits                          | 22         | —        | —        | —    |
| 1971 | Jeannie                                | 34         | —        | —        | —    |
| 1972 | Give Myself a Party                    | —          | —        | —        | —    |
| 1972 | Down to Earth                          | 43         | —        | —        | —    |
| 1972 | The World of Country                   | —          | —        | —        | —    |
| 1973 | When Love Has Gone Away                | 40         | —        | —        | —    |
| 1973 | Just Jeannie                           | —          | —        | —        | —    |
| 1977 | From Nashville with Love               | —          | —        | —        | —    |
| 1979 | Wings to Fly                           | —          | —        | —        | —    |
| 1981 | From Harper Valley to the Mountain Top | —          | —        | —        | —    |
| 1984 | Total Woman                            | —          | —        | —        | —    |
| 1986 | Jeannie C. Riley                       | —          | —        | —        | —    |
| 1991 | Here's Jeannie C.                      | —          | —        | —        | —    |
| 1995 | Praise Him                             | —          | —        | —        | —    |
| 1995 | The Best                               | —          | —        | —        | —    |
| 2000 | Good Ol' Country                       | —          | —        | —        | —    |

### Singler
| År                                                         | Single                                        | Højeste placering | Højeste placering | Højeste placering | Højeste placering | Album                                  |
| År                                                         | Single                                        | US Country        | US                | CAN Country       | CAN               | Album                                  |
| ---------------------------------------------------------- | --------------------------------------------- | ----------------- | ----------------- | ----------------- | ----------------- | -------------------------------------- |
| 1968                                                       | "Harper Valley PTA"A                          | 1                 | 1                 | 1                 | 1                 | Harper Valley PTA                      |
| 1968                                                       | "The Girl Most Likely"                        | 6                 | 55                | 1                 | 34                | Yearbooks and Yesterdays               |
| 1969                                                       | "The Price I Pay to Stay"                     | 35                | —                 | 22                | —                 | Sock Soul                              |
| 1969                                                       | "There Never Was a Time"                      | 5                 | 77                | 12                | 76                | Things Go Better With Love             |
| 1969                                                       | "The Rib"                                     | 32                | 111               | —                 | —                 | Things Go Better With Love             |
| 1969                                                       | "The Back Side of Dallas"                     | 33                | —                 | —                 | —                 | Things Go Better With Love             |
| 1970                                                       | "Country Girl"                                | 7                 | 106               | 16                | —                 | Country Girl                           |
| 1970                                                       | "Duty, Not Desire"                            | 21                | —                 | 13                | —                 | The Generation Gap                     |
| 1970                                                       | "My Man"                                      | 60                | —                 | —                 | —                 | The Generation Gap                     |
| 1971                                                       | "Oh, Singer"                                  | 4                 | 74                | 5                 | 62                | Jeannie                                |
| 1971                                                       | "Good Enough to Be Your Wife"                 | 7                 | 97                | 22                | 67                | Jeannie                                |
| 1971                                                       | "Roses and Thorns"                            | 15                | —                 | 15                | —                 | Jeannie                                |
| 1971                                                       | "The Lion's Club"                             | —                 | —                 | 36                | —                 | N/A                                    |
| 1971                                                       | "Houston Blues"                               | 47                | —                 | —                 | —                 | Give Myself a Party                    |
| 1972                                                       | "Give Myself a Party"                         | 12                | —                 | 37                | —                 | Give Myself a Party                    |
| 1972                                                       | "Good Morning Country Rain"                   | 30                | —                 | —                 | —                 | Give Myself a Party                    |
| 1972                                                       | "One Night"                                   | 57                | —                 | —                 | —                 | Down on Earth                          |
| 1973                                                       | "When Love Has Gone Away"                     | 44                | —                 | —                 | —                 | When Love Has Gone Away                |
| 1973                                                       | "Hush"                                        | 51                | —                 | —                 | —                 | Just Jeannie                           |
| 1973                                                       | "Another Football Year"                       | 57                | —                 | —                 | —                 | N/A                                    |
| 1974                                                       | "Missouri"                                    | —                 | —                 | —                 | —                 | Just Jeannie                           |
| 1974                                                       | "Plain Vanilla" (with The Red River Symphony) | 89                | —                 | —                 | —                 | N/A                                    |
| 1976                                                       | "The Best I've Ever Had"                      | 94                | —                 | —                 | —                 | N/A                                    |
| 1976                                                       | "Pure Gold"                                   | —                 | —                 | —                 | —                 | N/A                                    |
| 1977                                                       | "Reach for Me"                                | —                 | —                 | —                 | —                 | N/A                                    |
| 1979                                                       | "It's Wings That Make Birds Fly"              | —                 | —                 | —                 | —                 | Wings to Fly                           |
| 1982                                                       | "From Harper Valley to the Mountain Top"      | —                 | —                 | —                 | —                 | From Harper Valley to the Mountain Top |
| 1984                                                       | "Return to Harper Valley"                     | —                 | —                 | —                 | —                 | Total Woman                            |
| 1991                                                       | "Here's to the Cowboys"                       | —                 | —                 | —                 | —                 | Here's Jeannie C.                      |
| "—" viser udgivelser der ikke opnåede en hitlisteplacering |                                               |                   |                   |                   |                   |                                        |